# ل ترمبلای
ل ترمبلای (به فرانسوی: Le Tremblay) یک کمون در فرانسه است که در Canton of Pouancé واقع شده‌است.

## خصوصیات
ل ترمبلای ۲۲٫۹۷ کیلومترمربع مساحت و ۳۵۰ نفر جمعیت دارد و ۴۷ متر بالاتر از سطح دریا واقع شده‌است.